# ثنائي البويغ الكبريتي
ثنائي البويغ الكبريتي (الاسم العلمي: Bisporella sulfurina) هو نوع من الفطريات يتبع جنس الثنائي البويغ من الفصيلة المسمارية.